# Alessandro Gamberini
Alessandro Gamberini (Bolonha, 27 de agosto de 1981) é um ex-futebolista profissional italiano que atuava como zagueiro.

## Carreira

### Bologna
Gamberini se profissionalizou no clube da cidade natal, em 1999.

### Chievo Verona
Em 2014, assinou com o clube do vêneto, permanecendo até 2018. No clube atuou em 85 partidas com 1 gol marcado.

## Seleção
Gamberini tem oito presenças na seleção nacional entre 2007 e 2011, sem nenhum gol marcado.